# Ejnar Thuren
Ejnar Christian Thuren (født 3. maj 1877 på Frederiksberg, død 19. oktober 1936 sammesteds) var en dansk arkitekt.
Thuren var søn af arkitekt, senere bygningsinspektør Christian L. Thuren og hustru, blev murersvend og dimittent fra Gustav og Sophus Vermehrens tegneskole. Han blev optaget på Kunstakademiets Arkitektskolei almindelig forberedelsesklasse april 1897, tog afgang april 1903 og drev selvstændig tegnestue fra 1904. Faderen var en etableret arkitekt på Frederiksberg, og ikke overraskende blev sønnen Ejnar ligeledes knyttet til kommunen.
Han modtog K.A. Larssens legat 1902-03 og var på rejser 1903-04 til Tyskland og Italien. 1907 var han atter i Italien, og han var senere på ophold i Paris.
Thuren forblev ugift og er begravet på Frederiksberg Ældre Kirkegård. 

## Værker
(på Frederiksberg hvor ikke andet er angivet)
- Bygninger, bl.a. administrationsbygning, til åndssvageanstalten Karens Minde, Wagnersvej, Kongens Enghave, København (1905 og 1914)
- Fabriksbygninger for Vibe-Hastrups kemiske Fabriker, Howitzvej 52 (1910, nedrevet)
- Udvidelser af Aluminia og Den kongelige Porcelainsfabrik, Smallegade (1912, 1918-19)
- Brødfabrikken Ceres, Dronning Olgas Vej, siden Bryggeriet Stjernen) (ombygning 1912, nedrevet)
- Ombygning for C.W. Obel, Halfdansgade 8, Islands Brygge, København (1918-20, sammen med Vitus Borning)
- Homøopatisk Hospital, nu Børnehospitalet Fuglebakken, Drosselvej (1913 og senere)
- Beboelsesejendom, Nyvej 1 A og B (1914, præmieret)
- Beboelsesejendom, Frederiksberg Allé 64 (1915, præmieret)
- Tilbygning til Folkebanken i Kolding (1924-25)
- Handelsbankens afdeling, Gammel Kongevej 98 (ombygning 1925)
- Handelsbankens afdeling, Store Kongensgade 49, København (1934, sammen med Claudius Hansen)
- Handelsbankens afdeling, Haderslev (1920-22)
- Windsor Teatret, Peter Bangs Vej 62 (1931)
- Mormonkirken, Jesu Kristi Kirke, hjørnet af Ane Katrines Vej og Priorvej (1931, delvist nedrevet og totalt ombygget 2004)
- Dertil kommer et antal villaer

### Projekter
- Bebyggelse af Islands Brygge (1906, præmieret)